# Vest (sura)
Vest (arabsko An-Naba) je 78. sura (poglavje) v Koranu, ki jo sestavlja 40 ajatov (verzov). Je meška sura.
Med opravljanjem molitve (salata oz. namaza) pri tej suri verniki opravijo 1 ruku' (priklon).